# Pierre Pêcher
Pierre Émile Marie Pêcher (ur. 15 kwietnia 1907 w Antwerpii) – belgijski szermierz, brązowy medalista mistrzostw świata.
Podczas mistrzostw świata w Liège w 1930 roku (oficjalnie zawody tego cyklu rozgrywane są pod tą nazwą dopiero od 1937) Belgowie w składzie: Raymond Bru, Georges de Bourguignon, Max Janlet, Pierre Pêcher, Robert T’Sas i Édouard Yves wywalczyli brązowy medal we florecie drużynowym.
Na igrzyskach olimpijskich w Amsterdamie w 1928 roku zajął czwarte miejsce we florecie drużynowym, a w turnieju indywidualnym dotarł do półfinałów. Były to jego jedyne starty olimpijskie.